# El Obispado
El Museo Regional de Nuevo León, conocido también como El Obispado o Museo del Obispado, originalmente llamado Palacio de Nuestra Señora de Guadalupe, es un edificio virreinal del siglo XVIII ubicado en Monterrey, Nuevo León. Construido entre 1787 y 1788 debido a la iniciativa de Rafael José Verger, segundo obispo de la diócesis de Linares.
Está ubicado en la punta de la Loma de la Chepe Vera, llamada así porque a sus alrededores se encontraban las tierras de José Vera. Esta loma es conocida actualmente como el Cerro del Obispado y el palacio también es conocido como el Palacio del Obispado.
El edificio ha servido también como fortaleza militar y paseo público. A partir del 20 de septiembre de 1956, es sede del Museo Regional de Nuevo León.

## Historia
Durante el reinado de Carlos III y mediante una bula expedida por el Papa Pío VI en el año de 1777, quedó erigida la Diócesis de Linares, con capital en la población del mismo nombre.
Por recomendación del Rey, el Papa nombra Obispo de la diócesis a Fray Antonio de Jesús Sacedón, quien recibe su cargo en el año de 1779 mediante un apoderado, que toma posesión del Obispado con todos los ritos. Fray Antonio de Jesús Sacedón muere antes de llegar a Linares y el Papa nombra a Fray Rafael José Verger como su sucesor.
Apenas recibiendo su nombramiento, Fray Rafael José Verger solicita al monarca trasladar la capital del Obispado a Monterrey, única población digna de ella en ese momento histórico.

## Construcción del edificio y restauraciones
El inmueble fue construido al final del Virreinato a solicitud del fraile franciscano Rafael José Verger, segundo Obispo de la Diócesis de Linares, quien impulsó el levantamiento de una casa de reposo y oración en terrenos que le fueron concedidos por el Ayuntamiento de la ciudad de Monterrey en 1787.

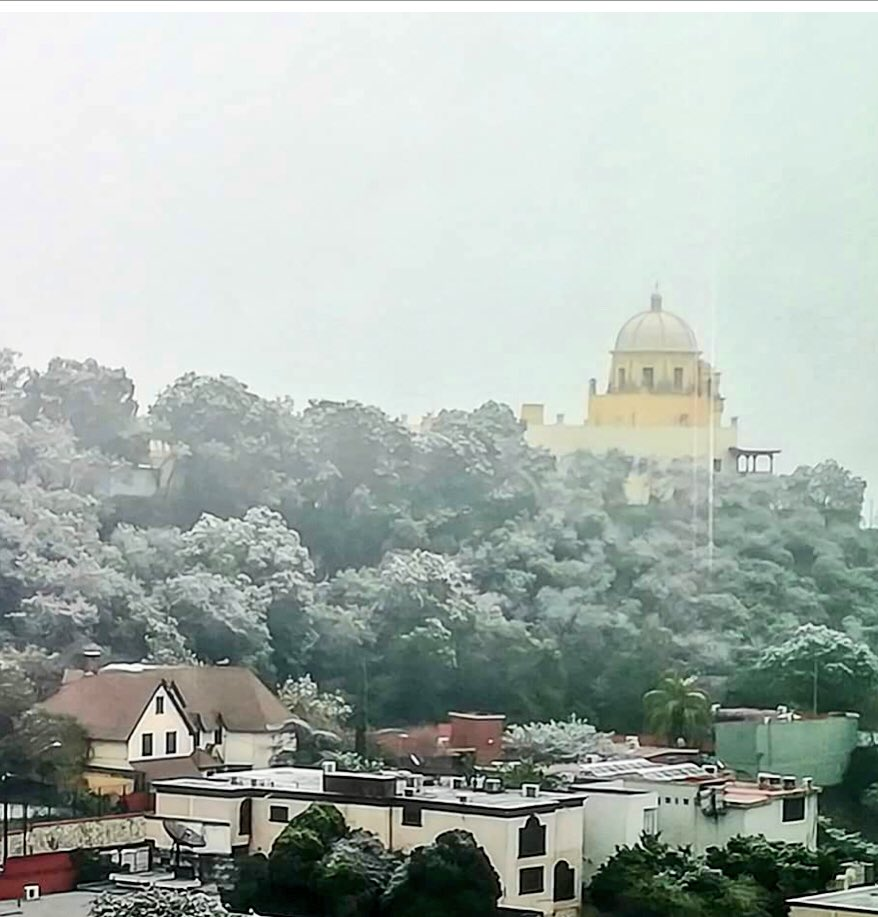
Museo del Obispado Nevado.

Este edificio, conocido comúnmente como el Obispado, tiene un gran valor histórico y arquitectónico. La primera restauración se realizó en 1946 y diez años después, en 1956, fue inaugurado como museo. Hacia 1998 se repusieron los corredores y las arcadas de la fachada principal y se decoró el interior de la cúpula del oratorio.
Después de la muerte de Fray Rafael José Verger y a partir de la Independencia, el Obispado se utilizó como fortaleza militar, teniendo un papel destacado en la defensa de la ciudad durante la Invasión Americana (1846), la Intervención Francesa (1864), la Revuelta de la Noria (1871) y la Revolución Mexicana (1913 y 1914). 
El edificio, sin embargo, sufrió algunas modificaciones y pasó por épocas de completa ruina y abandono, siendo también utilizado como lazareto durante las epidemias de 1898 y 1903, y como cabaret en 1920.
El Obispado destaca por sus grandes dimensiones, así como por la solidez y altura de sus muros. La talla de su fachada principal en estilo barroco y su estípite (columna o pilastra copiramidal invertida) hacen resaltar la grandiosidad de la cúpula que posiblemente fue terminada entre 1853 y 1857. 
El edificio está construido en piedra sillar, un material característico de la región, y es una de las pocas muestras de la arquitectura virreinal que aún se conservan en el noreste de México.

## Galería

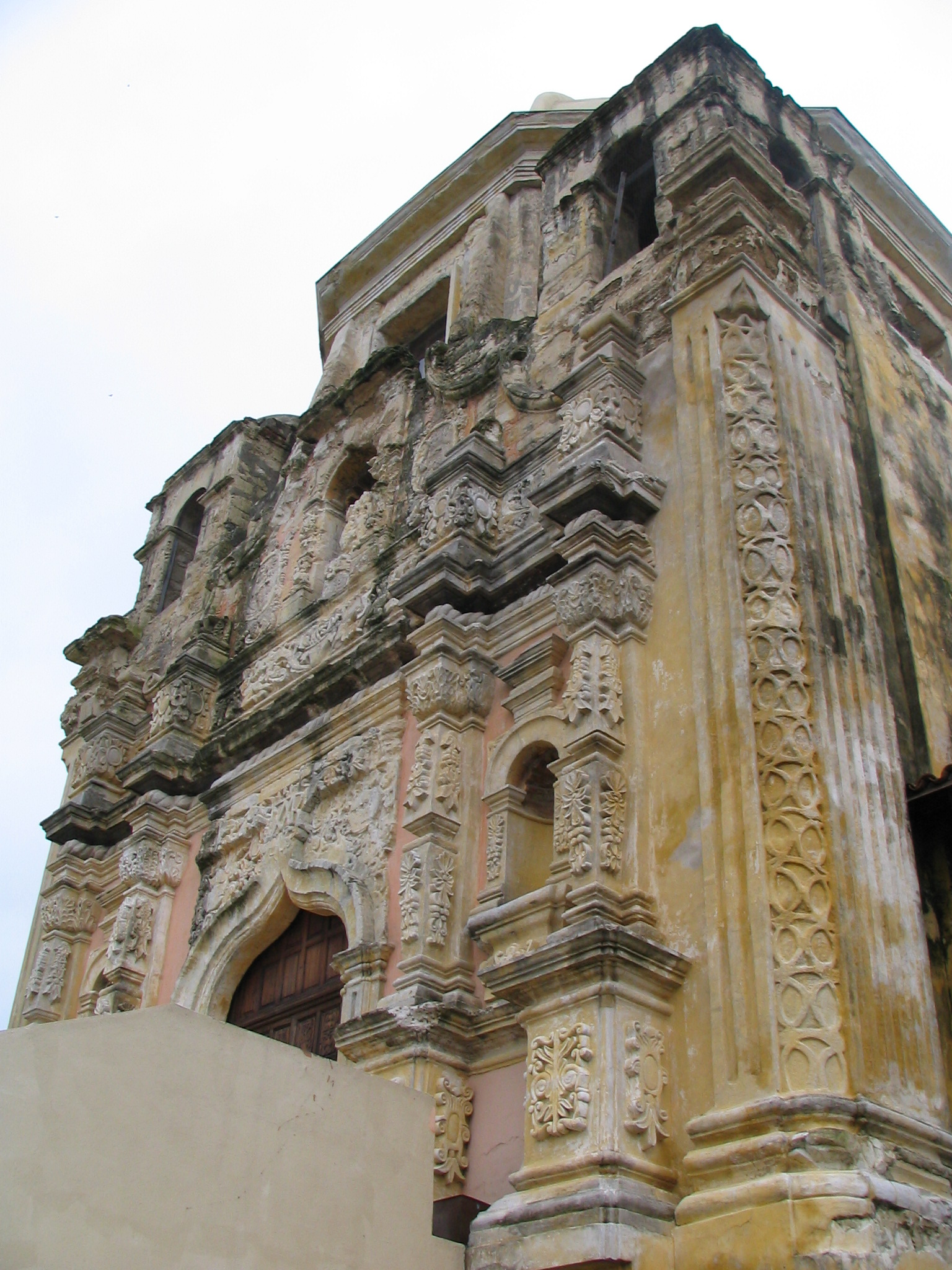
Fachada del Obispado.
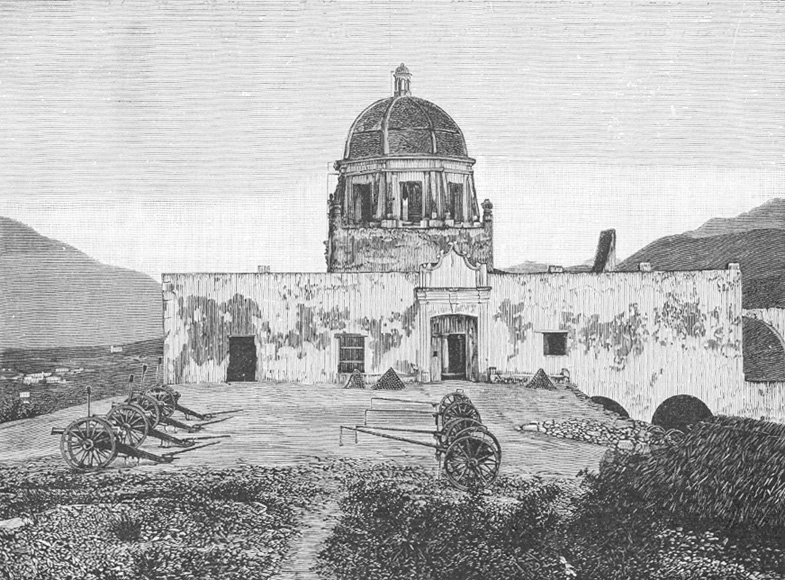
Antiguo Palacio Episcopal de Monterrey de 1787. Estampa de 1901.
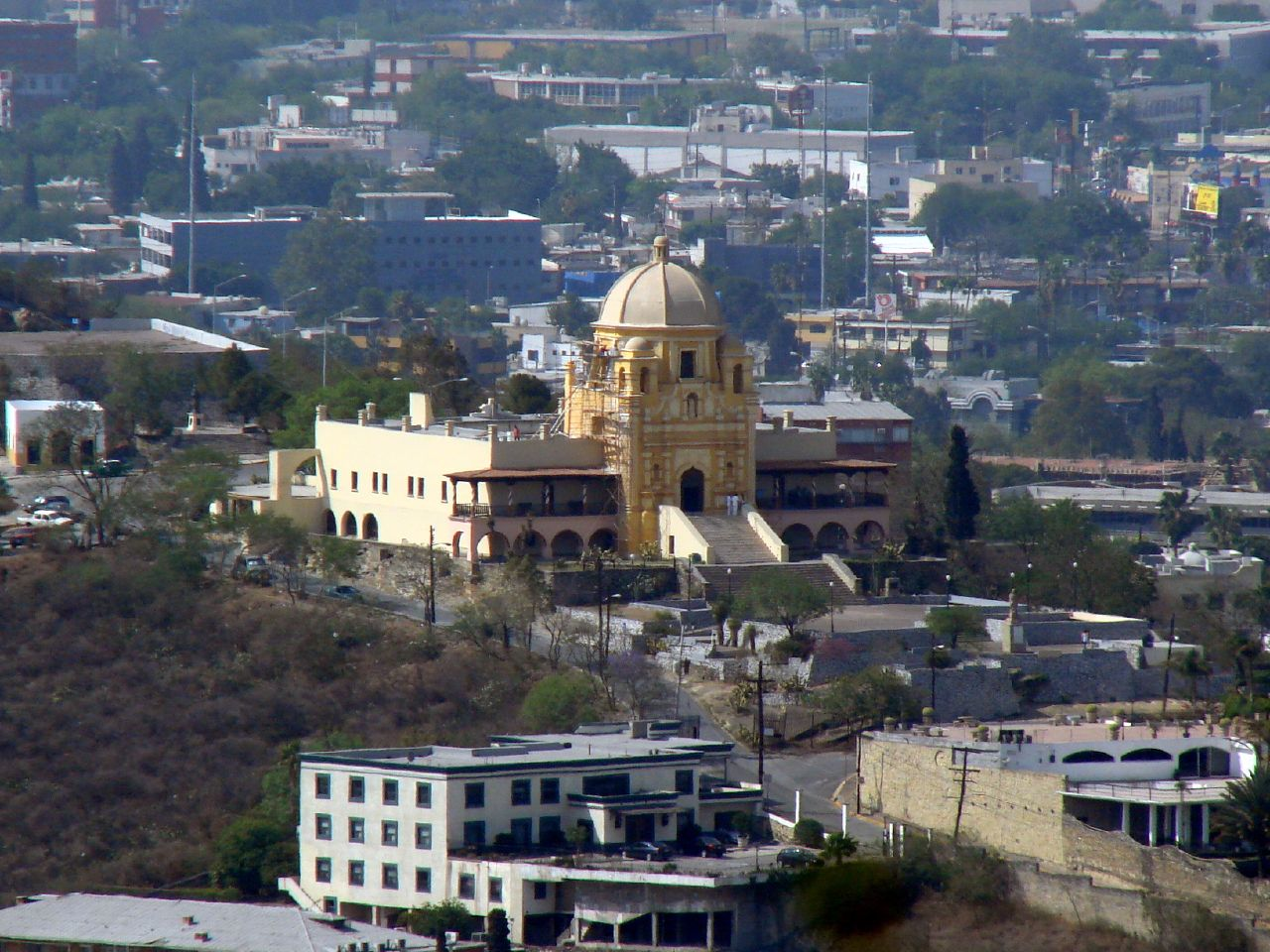
undefined
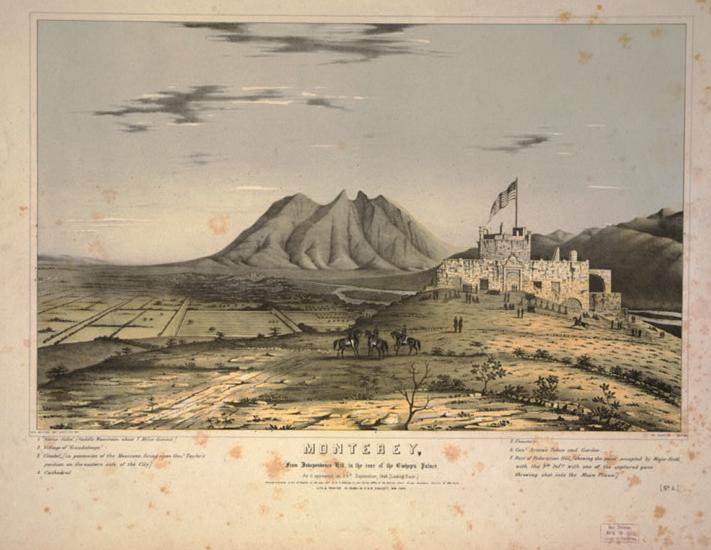
Litografía que muestra la bandera estadounidense ondeando en el Palacio del Obispado el 23 de septiembre de 1846
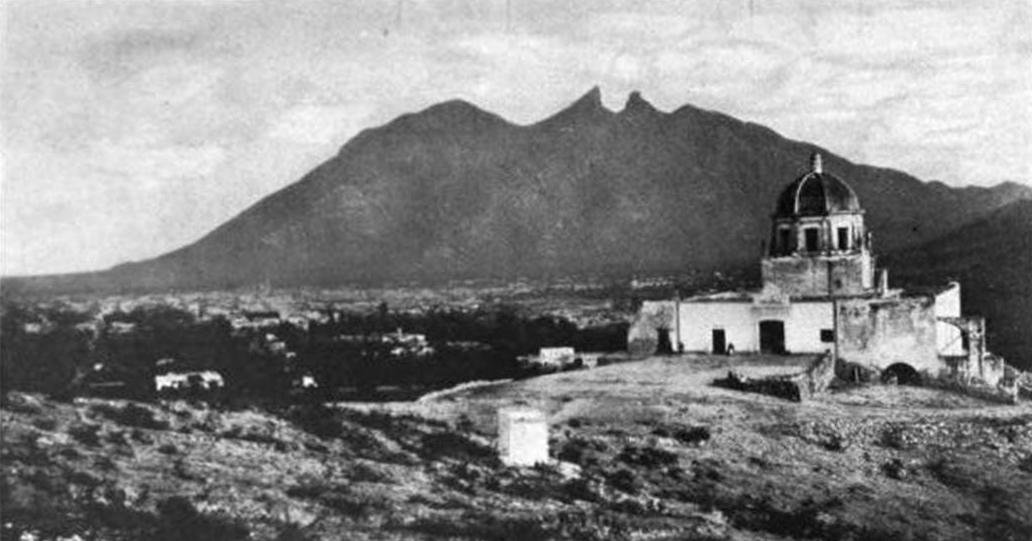
Panorámica del Cerro del Obispado, en Monterrey, Nuevo León.